# 川西市立清和台小学校
川西市立清和台小学校（かわにししりつ せいわだいしょうがっこう）は、兵庫県川西市清和台にある公立小学校。

川西市教育委員会より、同じ清和台にある川西市立清和台南小学校との統合が検討されている。統合後は、清和台南小学校の校舎が使用される予定だったが住民の反対により、事実上の撤回となった。

## 歴史
- 1970年4月1日 - 川西市立多田小学校から、分離開校。
- 1970年10月8日 - 校歌を制定する。
- 1977年4月1日 - 清和台小学校から、川西市立清和台南小学校が分離開校。

## 周辺施設
- 清和台幼稚園
- 清和台第一自治会館

## アクセス
- 阪急バス川西猪名川線「清和台一丁目」より徒歩4分

## 著名な出身者
- 森山周（プロ野球選手） - 東北楽天ゴールデンイーグルス。1994年卒業。
- 浅田梨紗（水泳選手・飛込競技） - 2004年卒業。

## 通学区域が隣接している学校
- 川西市立けやき坂小学校
- 川西市立清和台南小学校
- 川西市立陽明小学校
- 川西市立東谷小学校
- 猪名川町立松尾台小学校
- 猪名川町立猪名川小学校
- 猪名川町立つつじが丘小学校
- 宝塚市立西谷小学校